# Organização Nacional da Indústria do Petróleo
A  Organização Nacional da Indústria do Petróleo (ONIP) é uma ONG de âmbito nacional que tem como objetivo a articulação e cooperação entre as empresas de exploração, produção, refino, processamento, transporte e distribuição de petróleo e seus derivados, incluindo também empresas fornecedoras de bens e serviços do setor petrolífero, organismos governamentais e agências de fomento ao desenvolvimento e pesquisa, visando ampliar a competitividade brasileira no cenário internacional.
A ONIP criou o Sistema de Cadastro de Fornecedores para o Segmento Brasileiro de Exploração e Produção de Petróleo e Gás Natural (CADFOR or CadFor) a fim de incentivar os fornecedores brasileiros de bens e serviços para esta área de negócio.